# تراك (اقبلين)
تراك هو دُوَّار يقع بجماعة سيدي أحمد السايح، إقليم الصويرة، جهة مراكش آسفي في المملكة المغربية. ينتمي الدوّار لمشيخة اقبلين التي تضم دوارين. يقدر عدد سكانه بـ 363 نسمة حسب الإحصاء الرسمي للسكان والسكنى لسنة 2004.

## روابط خارجية
- البوابة الوطنية للجماعات الترابية نسخة محفوظة 12 مارس 2018 على موقع واي باك مشين.
- المندوبية السامية للتخطيط